# Rhytisma ilicis-pedunculosae
Rhytisma ilicis-pedunculosae är en svampart som beskrevs av Y. Suto 2009. Rhytisma ilicis-pedunculosae ingår i släktet Rhytisma och familjen Rhytismataceae.   Inga underarter finns listade i Catalogue of Life.